# BUGS -捕食者たちの夏-
『BUGS -捕食者たちの夏-』（バグズ ほしょくしゃたちのなつ）は、七月鏡一原作・藤原芳秀作画による日本の漫画である。『週刊ヤングサンデー』（小学館）にて、2006年第47号から2007年第18号まで連載された。
2012年から2015年まで、『モバMAN』にて続編『BUGS LAND』（バグズランド）が連載された。

## 概要
本作は、同コンビが『週刊ヤングサンデー』に連載していた『闇のイージス』終了後、完結編である『暁のイージス』開始までの間を埋める形で連載された。
『BUGS -捕食者たちの夏-』の単行本は全3巻で、2007年5月から3か月連続で毎月1冊ずつ発売された。
原作者である七月は単行本のあとがきで、以下のようなことを記している。
- BUGS登場人物名は円谷プロのウルトラシリーズに登場する隊長の名前から。BUGS LANDでは隊長以外の登場人物名も借用されている。
  - 例：伊吹 → 『帰ってきたウルトラマン』のMAT日本支部の2代目隊長伊吹竜、桐山 → 『ウルトラセブン』のウルトラ警備隊隊長キリヤマ・カオル、目城淳 → 『ウルトラQ』の万城目淳。
- BUGSの最終話で「End ?」とクエスチョンマークを入れたのは、B級パニック映画としてのお約束事の1つであり、続編の構想は無かった。
- BUGS LANDが尖閣諸島を舞台に始まったのは、知名度の高い日本の国境地域ということであり、政治的な意図はない。

## あらすじ

### BUGS -捕食者たちの夏-
テロリストの原子力発電所襲撃事件を極秘裏に解決するべく派遣された、陸上自衛隊特殊作戦群の隊員。たどり着いた先にあった過疎村は、襲撃と虐殺の跡がみられ、それをテロリストの仕業として任務を続ける。やがて一軒の建物にテロリストの一部を追い詰めるが、それとほぼ同時刻、別働隊が思わぬ敵「奴ら」と遭遇していた。

### BUGS LAND

#### 箱船のトリトン
尖閣諸島近海における漂流コンテナ船「トリトン号」で事件が起きる。

#### 砂のサクリファイス
組長を殺害して逃亡する戸賀。戸賀を追う新人ヒットマンの佐多は高速バスに乗り込むが、そのバスは郵便局強盗の二人組にバスジャックされる。
二人組の指示で高速を降り、脇道へそれた高速バスは巨大化したアリジゴクの巣穴にはまりこむ。

## 登場人物：「BUGS -捕食者たちの夏-」

### 自衛隊（特殊作戦群）
伊吹亜蘭
本作の主人公。第4中隊第3小隊第2班班長。女性自衛官。回想場面では2等陸曹であったことから、防衛大学校や一般大学出身の幹部自衛官ではない。3等陸尉。
過去、海外で秘密裏に行われた2度の実戦に参加。前回の作戦での出来事を引きずっている。
桐山かおる
第3小隊第2班所属。過酷な訓練を経て特殊作戦群に配属されるが、初めての実戦で敵に発砲することができず、自らと、殺人経験のある伊吹を責める。3等陸曹。
本作では、準主人公的存在。
朝日奈
第3小隊第2班所属。同僚の相次ぐ無残な死に方にショックを受けるが、最後まで戦い抜く。2曹。
大山
第3小隊第2班所属。オリンピック代表候補にもなった狙撃の名人。使用銃は当初M24対人狙撃銃だったが、途中でPSG-1に変更されている。1曹。
伊吹に好意を寄せている。
村松
部隊に所属する陸曹の最先任者として、指揮官（加藤や伊吹）にアドバイスをする。
実際には小隊陸曹、中隊先任、上級曹長のどれからしい。先任曹長。
山口
第3班所属。モブキャラかと思われたが、作品終盤まで登場。2曹。
加藤裕司
第4中隊第3小隊長兼第1班班長。今回の作戦の指揮官。伊吹が参加した前回の作戦では支援チームに所属。
最期は伊吹に部隊の指揮を託す。1尉。
郷田
通信係として、立てこもった村役場から衛星無線を送ろうとする。2曹。
長門義明
第3班班長。3尉。
乃木
第3班所属。部隊の中で最初にハチに襲われる。2曹。
桑原仁
第4班班長。3尉
桜庭
第4班所属。
宇部
カマキリに襲われる。
香月
宇部の空挺団時代の同期。
伊藤
「学者どもの…嘘つきめ。」という言葉を遺す。3曹。
室井
伊吹の前回の作戦で行動を共にする。1曹。
単行本第1巻59ページでハチに刺され死亡した隊員は氏名が設定されていない。

### テロリスト
ハエ頭の男
テロリストのリーダー。原子力発電所の襲撃を行うが、本国の意向とは別に、異常現象の起こった村に目をつけ、支配下におく。
作品中では最後まで素顔が描かれることはなかった。
クモ頭の男たち
配下のテロリスト。
ハチ頭の男たち
テロリストに協力させられた村人。当初は脅されて協力していたが、その内にリーダーを「指導者さま」と呼ぶ者も出てくる。

### 村人
村瀬れな
人口100人足らずの野出賀村に住む。両親が事故で亡くなったため、祖父（周一郎）と一緒に暮らしている。
村瀬周一郎
れなの祖父。昆虫学者。妻の死後、北武農大教授の職を辞して、故郷の村に戻ってきた。人間嫌いで、虫の話しかしない。
テロリストに協力させられ、ハチのフェロモン物質を作っていた。
女王バチが持つ特殊なフェロモン「女王物質」に執着を抱く。

## 登場人物：「BUGS LAND」

### 海上保安庁
友里まひろ
「BUGS LAND ～箱船のトリトン～」「BUGS LAND ～永遠のバグズアース～」の主人公。那覇航空隊所属航海士補。海上保安庁初の女性機動救難士。石巻出身。人命救助を何よりも最優先とする。銃を使用することに抵抗はあるが、使えないわけではない。過去において、制圧するためとはいえ、人質とされた同僚の海上保安官ともども密輸犯を射殺したことがある。
また、津波被害により、故郷の家族を守れず、海保にいる資格がないと考え、罪の意識を抱えている。海保を辞める予定。
倉田
海上保安庁SST所属。ブラボーチームメンバー。熱血漢。機動救難士に落ちた過去を持つ。トリトン号での事件後は、巨大な虫の発生を目にしながら、桐山隊長の元上官に会いに、友里、天城とともに東京へ向かう。
天城滋
海上保安庁SST所属。ブラボーチームメンバー。冷静な判断力と多彩な知識で、倉田と行動を共にしつつ大いに支援する。倉田のことを「倉田くん」と呼ぶ。まひろへの自己紹介時、真っ先にアドレス交換しようとする。トリトン号事件の後も、倉田と行動を共にする。
桐山かおる
海上保安庁SST隊長。5年前の事件の生存者のうちのひとり。状況から5年前の事件を想起し、仲間の手当てやコンテナ船からの脱出を第一に考えるが、要救助者がいれば死地でも向かう。真鍋航海長は先輩にあたる。虫の知識もある程度持つ。
水野
海上保安庁SST所属。アルファチームメンバー。機関室探索中に巨大タランチュラと遭遇する。タランチュラに噛まれ、血を吸われる。息も絶え絶えな状態でまひろと餌場で会い、まひろに小銃のありかを示す。
早川
海上保安庁SST所属。アルファチームメンバー。機関室にて巨大タランチュラによる最初の犠牲者。
本城
海上保安庁SST所属。アルファチームメンバー。機関室にて巨大タランチュラと交戦し行方不明となる。
古橋
タランチュラホークに右手を刺される。
曽我
タランチュラホークに襲われ、一命はとりとめるが、最終的にタランチュラホークの群れに生きたまま食われ、桐山隊長の判断により眉間を撃たれて絶命する。
真鍋
巡視船「ぶんご」の航海長。海保を辞めようとしている友里のことを気に掛けている。漂流船舶探索のために巡視船「ぶんご」に友里を呼び寄せた。
柳川
巡視船「ぶんご」の船長。単なる漂流船舶探索のためにSSTを呼び寄せた理由を説明する。

### トリトン号
血まみれの乗員
友里やSST隊員たちが最初に遭遇したトリトン号乗員。言語からフィリピン人と思われる。ナイフを所持し、何かに怯える。機関士。タガログ語で怪物という意味の「ダムブハラ」と言いながら、ヘリで巡視船へ搬送された。
ダニー・ムナカタ
トリトン号の研究主任と偽って、桐山たちに救助を要請する。当初、桐山たちを馬鹿にしたような言動をしていた。父親が研究主任であり、両親ともに生物学者。3年間船にいる。
ハナ
ダニーの妹。クモ頭の少女。時折現れては、友里たちを誘導していた。医療室にマーサを匿っていた。マーサの子どもを熊のぬいぐるみに隠す。
マーサ
年老いたタランチュラ。年寄りなため、ほとんど食べることはなく、動きも遅い。ハナと心を通わせている。

### 中国人民解放軍
劉香美<リウ・シャンメイ>
中国人民解放軍海軍所属工作員。生存者のひとり。海保に先立って、何名かのメンバーと共にトリトン号に潜入し、事件に遭遇したと思われる。重傷を負った、恋人でもある上官を助からないと判断して射殺した。

### ハイヴ
完全武装の集団を率いる男
コンテナ船を所有する組織の、隠蔽工作をするためのセキュリティチームと、天城によって推測された。SSTと交戦したのを先走った部下のミスと認める。組織から警備業務を委託されていると述べる。
任務は、トリトン号の生存者および機密資料<原種>の回収。
最終的には、エコーチーム、ブラボーチームを含めて、乗り込んだ半数が死亡した。

### バスの乗客
戸賀
「BUGS LAND ～砂のサクリファイス～」の主人公。暴力団「関東盤生会」のヒットマン。自身が盃を受けた組長を殺して逃亡中。冷静で殺し屋としての習慣に従って、生きてきた。修羅場でも動じない男と評されている。
組長を殺す前に、難病で療養中の妹を殺しているため、罪の意識に苛まれる描写がある。
佐多
暴力団「関東盤生会」のヒットマン。ヒットマンとしてはルーキーだが、自分の組長を殺した戸賀を執念深く追ってきた。戸賀に警戒されないように学生グループに紛れてバスに乗車した。学生たちにはゲイと偽り、戸賀に近づいても不審がられないようにした。
兄貴と呼ばれる男
東京行きの長距離バスに、逃走車の事故により偶然乗り込むことになる郵便局強盗の二人組のひとり。
ムラ
短気な性格。郵便局強盗の二人組のひとり。誤射により、学生のひとりをショットガンで射殺する。
エミ
学生。強盗犯ムラのショットガンによる誤射で亡くなる。
ヒロ
学生。アリジゴクの最初の犠牲者。強盗犯の隙をついて、バスから脱出したが、アリジゴクに捕らわれて、体液を吸われる。
メガネをかけた女子学生
エミやヒロと一緒にバスに乗り込んだ女子学生。ヒロと付き合っている。エミの死体やヒロの自分を見捨てて逃げ出した行為を目にして、精神的に破綻し、アリジゴクの巣にいるのはバスの乗客みなが罪人だからと叫びだす。
子連れの母親
子供が泣き出したりして、強盗犯から銃を向けられる。
老夫婦の夫
若い頃は仕事三昧で退職を機に夫婦らしいことをとバスに乗り込んだ。戸賀と佐多による機転を利かせた救出により、事故により肋骨を骨折したバス運転手とともにバスから脱出するが、妻が亡くなったのは強盗犯をバスに乗せたからだとバス運転手を逆恨みし、刺したことでバランスを崩し、アリジゴクから脱出できなくなり、食われることになった。
美佐江
老夫婦の妻。地震の直後に亡くなる。元から心臓が弱かった。
バス運転手
バスを運転中に、巨大なクモの巣に引っかかることで事故を起こし、アリジゴクの巣にバスごと落ちてしまう。それにより、怪我をし、早めに脱出するように準備が整えられるが、逆恨みで刺されて、アリジゴクの投げた違法廃棄物(ブラウン管テレビ)が頭に落ちてきて亡くなる。

### 小学生
目城淳
「BUGS LAND ～黎明のバグズランド～」の主人公。台風4号上陸の夜、オオカマキリに家族を殺される。後に、母親の生存が判明する。
村瀬れな
目城淳の同級生。5年前の事件の生存者。親戚の養子となっている。虫の知識は教師を圧倒するほど持つが、虫は嫌い。巨大虫の大発生に対抗する鍵となるとされ、追われることになる。

### BIRD
伊吹亜蘭
自衛隊を辞めさせられたと言われている。元3等陸尉。前作の主人公。5年間のうちに、結婚して離婚した模様（結婚相手は不明）。死体だらけの中でも、気にせずハンバーガーを食べる。当初、NGO（後にBIRDと判明）のメンバーを名乗る。村瀬れなの危機に駆け付ける。5年前の事件後、虫について勉強した模様。
スマホの着信音はウルトラクイズのテーマ。パスコードは6707
レイチェル・雨宮・ハンター
BIRDのトップ。
『闇のイージス』の登場人物。
丘
伊吹から目城淳に託されたスマホにかかってきた通話相手。
岸田
丘と目城淳との会話に出てきた、伊吹の同僚と思われる人物。

### 黒スーツの男たち
小田切
黒スーツの男たちを率いる男。元曹長。伊吹とは知り合いの様子。村瀬れなを確保するために後を追う。伊吹の素性を知るため、手加減はしない。後にハイヴ本社の意向により動いていたことが判明する。

### 陸上自衛隊
朝日奈
5年前の事件の生存者のひとり。事件後、審問を何度も繰り返す上層部に嫌気がさし、自衛隊の誇りを見失う。死人から金をくすねたり、任務中にタバコを吸うなど適当に任務をこなす毎日を送る。南原3曹の穴埋めとして、二谷の相棒となる。
二谷
レンジャー過程に落ちている。現在の朝日奈二曹の相棒。スズメバチの群れに襲われる輸送機を目撃し、さらに輸送機の墜落に巻き込まれる形で上官を失う。上官の死と、巨大スズメバチを前にして、錯乱し乱射するが、朝日奈に止められる。その後、黒衣の男の人質となり、朝日奈が原種の確保に向かう原因となった。
荒垣
三尉。朝日奈や二谷の先輩であり、輸送機の墜落に巻き込まれる形で亡くなる。
北島
一曹。荒垣三尉と一緒に亡くなったと思われる。
上野
二曹。スズメバチの群れに襲われる。

### 黒衣の男
黒衣の男
5年前の事件の後に創設された極秘部隊の生き残り。元自衛官。原種の奪取を目論む。輸送機墜落は黒衣の男の仲間によって引き起こされた。

## 登場昆虫：「BUGS -捕食者たちの夏-」
スズメバチ
オオカマキリ
クモ
タガメ
オニヤンマ
ヤゴ
サムライアリ
クロオオアリ

## 登場昆虫：「BUGS LAND」
タランチュラ/ブラックベルベット
コンテナ内に飼育場がある。
タランチュラホーク
ムカデ
アサギマダラ
ジョロウグモ
オオカマキリ
スジモンヒトリ
アシダカグモ
キリギリス
トゲアリ
トンボ/ギンヤンマ
その他の虫
「黎明のバグズランド」の時点で、日本中の山側から様々な巨大な虫の大発生が確認されている。
オオスズメバチ
ガ
蚊

## 書誌情報
- 七月鏡一（原作）・藤原芳秀（作画） 『BUGS -捕食者たちの夏-』 小学館〈ヤングサンデーコミックス〉、全3巻
  1. 2007年5月2日発売 ISBN 978-4-09-151196-6
  2. 2007年6月5日発売 ISBN 978-4-09-151207-9
  3. 2007年7月5日発売 ISBN 978-4-09-151214-7
- 七月鏡一（原作）・藤原芳秀（作画） 『BUGS LAND』 小学館〈ビッグコミックスモバMAN〉、全5巻
  1. 「BUGS LAND 〜箱船のトリトン〜」2013年2月28日発売、ISBN 978-4-09-184838-3
  2. 「BUGS LAND 〜箱船のトリトン〜」2013年8月30日発売、ISBN 978-4-09-185478-0
  3. 「BUGS LAND 〜砂のサクリファイス〜」2014年1月30日発売、ISBN 978-4-09-185750-7
  4. 「BUGS LAND 〜黎明のバグズランド〜」2014年8月29日発売、ISBN 978-4-09-186454-3
  5. 「BUGS LAND 〜永遠のバグズアース〜」2015年3月30日発売、ISBN 978-4-09-186866-4